# Noelia Zeballos
Noelia Zeballos (* 2. Mai 1994 in Santa Cruz de la Sierra) ist eine bolivianische Tennisspielerin. Sie ist die jüngere Schwester von Federico Zeballos, der ebenfalls professioneller Tennisspieler ist.

## Karriere
Zeballos begann mit fünf Jahren das Tennisspielen und bevorzugt Sandplätze. Sie spielte bislang vorrangig Turniere der ITF Women’s World Tennis Tour, wo sie bisher drei Titel im Einzel und 22 im Doppel gewinnen konnte.
2019 gewann sie zusammen mit ihrem Bruder Federico die Silbermedaille im Mixed bei den Panamerikanischen Spielen
Seit 2011 spielt sie in der bolivianische Billie-Jean-King-Cup-Mannschaft; ihre Billie-Jean-King-Cup-Bilanz weist bislang 29 Siege bei 32 Niederlagen aus.

## Turniersiege

### Einzel
| Nr. | Datum             | Turnier | Kategorie | Belag | Finalgegnerin         | Ergebnis      |
| --- | ----------------- | ------- | --------- | ----- | --------------------- | ------------- |
| 1.  | 21. Juli 2019     | Lima    | ITF W15   | Sand  | Nadia Echeverría Alam | 6:3, 6:1      |
| 2.  | 6. Oktober 2019   | Tabarka | ITF W15   | Sand  | Irene Lavino          | 6:2, 6:3      |
| 3.  | 13. November 2022 | Lima    | ITF W15   | Sand  | Sofia Sewing          | 3:6, 6:3, 6:0 |

### Doppel
| Nr. | Datum              | Turnier                  | Kategorie   | Belag        | Partnerin                   | Finalgegnerinnen                                            | Ergebnis          |
| --- | ------------------ | ------------------------ | ----------- | ------------ | --------------------------- | ----------------------------------------------------------- | ----------------- |
| 1.  | 2. August 2014     | Santa Cruz               | ITF $10.000 | Sand         | Sara Gimenez                | Sofia Luini Guadalupe Pérez Rojas                           | 6:73, 6:4, [10:8] |
| 2.  | 6. Mai 2017        | Santa Margherita di Pula | ITF $15.000 | Sand         | Fernanda Brito              | Maria Masini Lisa Ponomar                                   | 6:3, 0:6, [10:3]  |
| 3.  | 24. Juni 2017      | Hammamet                 | ITF $15.000 | Sand         | Fernanda Brito              | Lucía de la Puerta Uribe Guiomar Maristany Zuleta de Reales | 6:1, 6:3          |
| 4.  | 23. Dezember 2017  | Luque                    | ITF $15.000 | Hartplatz    | Thaisa Grana Pedretti       | Montserrat Gonzales Ana Sofia Sanchez                       | 6:2, 6:4          |
| 5.  | 25. August 2018    | Caslano                  | ITF $15.000 | Sand         | Alba Carrillo Marín         | Natasha Piludu Maya Tahan                                   | 6:4, 6:4          |
| 6.  | 1. Dezember 2018   | Solarino                 | ITF $15.000 | Teppich      | Lou Adler                   | Maria Masini Manca Pislak                                   | 2:6, 6:4, [10:6]  |
| 7.  | 25. Mai 2019       | Cantanhede               | ITF W15     | Teppich      | Alba Carrillo Marín         | Francisca Jorge Anna Ureke                                  | 6:3, 4:6, [10:6]  |
| 8.  | 15. Juni 2019      | Tabarka                  | ITF W15     | Sand         | Noelia Bouzo Zanotti        | Marija Marfutina Anastassija Poplawska                      | 6:0, 6:3          |
| 9.  | 10. August 2019    | Santa Cruz de la Sierra  | ITF W15     | Sand         | Jazmín Ortenzi              | Elizaveta Koklina Anna Morgina                              | 2:6, 6:1, [10:8]  |
| 10. | 17. August 2019    | La Paz                   | ITF W15     | Sand         | Jazmín Ortenzi              | Romina Ccuno Antonia Samudio                                | 6:2, 1:6, [10:4]  |
| 11. | 24. August 2019    | Lambaré                  | ITF W15     | Sand         | Montserrat González         | Fernanda Brito Sofía Luini                                  | 6:0, 6:4          |
| 12. | 21. September 2019 | Tabarka                  | ITF W15     | Sand         | Natalia Siedliska           | Martina Colmegna Maria Fernanda Herazo Gonzalez             | 7:5, 6:1          |
| 13. | 9. November 2019   | Iraklio                  | ITF W15     | Sand         | Noelia Bouzo Zanotti        | Lexie Stevens Draginja Vuković                              | 6:4, 5:7, [10:6]  |
| 14. | 4. Dezember 2021   | Curitiba                 | ITF W15     | Sand         | Lara Escauriza              | Nathaly Kurata Eduarda Piai                                 | 6:3, 6:1          |
| 15. | 6. August 2022     | Rio de Janeiro           | ITF W25     | Sand         | Thaisa Grana Pedretti       | Riya Bhatia María Paulina Pérez García                      | 6:3, 6:1          |
| 16. | 19. August 2023    | Arequipa                 | ITF W40     | Sand         | Natalia Siedliska           | Ana Candiotto Anastasia Iamachkine                          | 5:7, 6:2, [10:8]  |
| 17. | 11. Mai 2024       | Sopó                     | ITF W35     | Sand         | María José Portillo Ramírez | Yuliana Lizarazo Rebeca Pereira                             | 6:4, 6:4          |
| 18. | 7. September 2024  | Piracicaba               | ITF W35     | Sand         | Miriana Tona                | María Paulina Pérez García Aurora Zantedeschi               | 5:7, 6:1, [12:10] |
| 19. | 14. September 2024 | Leme                     | ITF W35     | Sand         | Miriana Tona                | Rebeca Pereira Camila Romero                                | 4:6, 6:4, [10:4]  |
| 20. | 24. Mai 2025       | Santo Domingo            | ITF W35     | Sand         | Miriana Tona                | Francesca Pace Zuzanna Pawlikowska                          | 6:0, 6:3          |
| 21. | 31. Mai 2025       | Santo Domingo            | ITF W35     | Sand         | Miriana Tona                | Francesca Pace Zuzanna Pawlikowska                          | 6:4, 6:3          |
| 22. | 4. Juli 2025       | Getxo                    | ITF W15     | Sand (Halle) | Joëlle Steur                | Cayetana Gay Isabel Pascual Montalvo                        | 6:4, 6:2          |